# Erechim (tiểu vùng)
Erechim là một tiểu vùng thuộc bang Rio Grande do Sul, Brasil. Tiều vùng này có diện tích 5734 km², dân số năm 2007 là 213005 người.